# Tuusula
Tuusula (Tusby en sueco) es una ciudad finlandesa situada a 50 km de la capital del país, Helsinki.

## Situación
La lengua oficial es el finés aunque el sueco es la segunda lengua oficial

## Historia
El 7 de noviembre de 2007 se produjo la masacre del instituto Jokela, con el saldo de 9 personas muertas, una de ellas fue el asesino que se acabó suicidando.

## Política
| Partidos                             | Persentaje de la ciudad | Butaca |
| ------------------------------------ | ----------------------- | ------ |
| Partido de la Coalición Nacional     | 26,2 %                  | 14     |
| Para Tuusula (Tuusulan puolesta)     | 25,2 %                  | 14     |
| Partido Socialdemócrata de Finlandia | 25,1 %                  | 13     |
| Partido del Centro                   | 11,6 %                  | 5      |
| Democracia cristiana                 | 3,2 %                   | 2      |
| Alianza de la Izquierda              | 3,5 %                   | 1      |
| Liga Verde                           | 3,5 %                   | 1      |
| Partido Popular Sueco                | 1,1 %                   | 1      |